# 神藝工房
神藝工房(しんげいこうぼう)は1999年に結成されたMADムービーや壁紙の製作団体。代表は神月社。英語表記はShinGei Factory International(SGFI)。

## 概要
神藝工房は前身として「YASHIRO KANZAKI STUDIO.」として1998年6月より神月 社の個人サークルとして発足(同人ムービーを作っていたらしい)
翌年1999年6月、神月社や雀バル雀によって神藝工房へ改名。同年8月に捏音たむの参加を機に本格的に活動を開始し、2000-2001年にかけて数多くの作品を公開していた。
神藝工房の作品は、その当時としては技術レベルが高い物が多く、当時のMADムービー収集家の中で一定の評価を得たが、その一方で神月社の制作スタイルや神藝工房の製作技術独占などに関して様々な論議の種となった。
2001年に入ると、メンバーがMADムービー製作で培った技術にアダルトゲームメーカーが注目し、ゲームソフトのオープニングムービーの製作を依頼するようになる。法的に問題となる側面を持つMADムービーの配布をしていたことが公の商業活動をするにあたって障害になると考えられるため、2001年11月に神藝工房は解散した。解散と並行して、一部のメンバーは商業活動に進出することになる。
神藝工房の名称は神月社自身のハンドルネームに由来し、インターネット上で立ち上げる前から神月社のブランドとして存在していたものである。また、英語表記にInternationalが付くのは捏音たむが当時米国カリフォルニア在住であったため。

## メンバー
- 神月社　代表
- 捏音たむ　副代表
- 片霧烈火
- 鈴乃音紫菜
- 雀バル雀
- Lmy
- うとんた
- ken-1
- つヴ
- 除草剤
- はなじろ